# Pierre Dondelinger
François Pierre Dondelinger, né le 29 janvier 1913 à Longwy (Meurthe-et-Moselle) et mort le 12 avril 2000 à Faverolles (Eure-et-Loir), est un athlète français.

## Carrière
Éliminé en séries du 100 mètres aux Championnats d'Europe d'athlétisme 1934 à Turin, Pierre Dondelinger participe également aux séries du 200 mètres et du relais 4 × 100 mètres aux Jeux olympiques d'été de 1936 à Berlin.
Il est sacré champion de France du 200 mètres en 1934 et 1936.